# Továrna Fagus
Továrna Fagus (Fagus-Werk) je průmyslový areál v německém městě Alfeld (spolková země Dolní Sasko), zaujímající plochu 1,88 hektaru. Pro majitele obuvnické firmy Carla Benscheidta jej navrhli architekti Walter Gropius a Adolf Meyer, členové sdružení Deutscher Werkbund. Jejich projekt přinesl revoluci do podoby továrních objektů: vytvořili moderní odlehčené pravoúhlé budovy s rozsáhlými skleněnými plochami propouštějícími množství světla, což výrazně zvýšilo komfort zaměstnanců. Stavba proběhla v letech 1911 až 1913, interiéry byly dokončeny v roce 1925. 
Továrna stále funguje pod názvem Fagus-GreCon. Název Fagus je odvozen z latinského názvu pro buk, protože z bukového dřeva se vyrábějí ševcovská kopyta.
V roce 1946 byl komplex deseti výrobních hal vyhlášen národní kulturní památkou, v roce 1984 prošel odbornou rekonstrukcí a v roce 2011 byl zapsán na seznam Světového dědictví. Součástí areálu je také muzeum výroby bot.